# Офисная АТС
Офисная АТС, учрежденческая АТС, учрежденческо-производственная АТС (УАТС/УПАТС), мини-АТС (англ. PABX - Private Automatic Branch eXchange) — автоматическая телефонная станция, предназначенная для использования во внутренних сетях организации. Как правило УАТС — это основной, центральный элемент телефонной сети предприятия. От АТС, использующихся оператором связи, в первую очередь отличается ориентированностью на малое количество обслуживаемых номеров (обычно не более ста-двухсот), разделением телефонной сети на «внутреннюю» и «внешнюю». В зависимости от типа может принимать от телефонных операторов цифровой поток, аналоговые линии или через коммутируемые сети (IP-телефония). Абонентские устройства — обычно аналоговые телефоны и факсимильные аппараты, цифровые телефоны или IP-телефоны. Использование УАТС позволяет отказаться от подключения каждого абонентского устройства (телефонного аппарата, модема, факса) организации к телефонной сети общего пользования, что привело бы к выделению каждому абонентскому устройству отдельной линии (с оплатой за подключение и регулярно — за использование линии), и все «внутренние» вызовы проходили бы через АТС оператора связи.

## Учрежденческая (офисная) телефонная сеть
Оборудование УАТС обычно устанавливается в помещении организации и коммутирует вызовы между внутренними абонентскими линиями. Дополнительно, для внешних входящих и исходящих вызовов обычно доступно ограниченное количество соединительных линий (транков) к телефонной сети общего пользования. Организации, располагающиеся в нескольких зданиях, могут использовать соединительные линии (CO, от Central Office) для соединения собственных УАТС в единую внутреннюю телефонную сеть. Соединительные линии, как правило, являются аналоговыми или могут быть цифровыми (Е1, BRI). Последние, в отличие от аналоговых, способны обрабатывать более чем одно соединение и принимать вызовы на несколько городских номеров — DID. С развитием и ростом популярности технологии VoIP получило распространение соединение нескольких УАТС в одну единую внутреннюю телефонную сеть посредством собственной или арендуемой компьютерной сети (в т.ч. через Интернет) посредством применения потоковых VoIP-шлюзов или напрямую между IP-АТС, в случае их использования.
Иногда для обозначения УАТС используется английская аббревиатура PBX (сокращение от Private Branch eXchange — или Private Business eXchange), а также PABX (от Private Automatic Branch eXchange).
Основным отличием производственной УАТС от городской телефонной станции (ГТС) являются:
- возможность обеспечения полнодоступных схем коммутации трафика (связь без блокировок);
- интеллектуальные системы распределения вызовов по абонентам или операторам;
- громадный объём предоставляемого абонентского сервиса (например, УАТС компании Avaya предоставляют свыше 800 телефонных услуг);
- поддержка встроенных CRM подсистем и развитые системы SDK для встраивания телефонного абонентского сервиса в автоматизированные системы;
- обеспечение предоставления пакетов абонентского сервиса независимо от местоположения абонента и способа его подключения к телефонной сети (мобильность);
- высокая надёжность и гибкая система резервирования, обеспечивающая 100 % непрерывность телефонной связи.

УАТС позволяет сэкономить средства организации и снизить расходы на связь, так как при применении УАТС внутренние звонки внутри организации являются бесплатными, время установления соединения крайне мало, так как используется обычно трёхзначная нумерация, и каждая организация может запрограммировать свою УАТС под свои нужды, распределив среди сотрудников право выхода в город, имеющиеся у организации городские линии, настроив голосовые меню и прочее.
На базе УАТС строятся большие сети корпоративной телефонной связи для государственных и финансовых учреждений, систем управления транспортом, медицинских учреждений и т. д.
Программирование офисной АТС осуществляется с помощью системного телефона, либо средствами специальной программы, подключаемой через порт (интерфейс): RS-232; USB; 10BASE-T. На вход в режим программирования обычно можно установить пароль, чтобы посторонние лица не могли изменить заданный алгоритм работы мини-АТС (УАТС). Системный телефон размещается у секретаря организации (обслуживающего все или большинство входящих вызовов) или у секретаря и директора. Однако при наличии в мини-АТС достаточного количества плат расширения, поддерживающих системные телефонные аппараты, такие аппараты можно установить каждому.
Возможности УАТС определяются её конфигурацией. Например, можно скомплектовать станцию по максимуму платами аналоговых абонентов, чтобы достичь максимальной ёмкости, а можно отдать приоритет платам городских линий. Кроме плат этих типов, существует множество других плат, например, плата автосекретаря, плата голосовой почты, плата модема, плата для подключения источника музыки, и прочее. У разных производителей мини-АТС конфигурации станций могут сильно отличаться.

## Основные функции
- Коммутация абонентов внутри офисной телефонной сети.
- Возможность абонентам совершать звонки в город (обычно с добавлением перед городским номером «9»), то есть организация сопряжения с телефонной сетью общего пользования (ТфОП).
- Приём городских звонков и направление их на указанные внутренние номера (см. также DISA)

## Типы офисных и учрежденческих АТС
Традиционно телефонные станции делятся по типу коммутации и по количеству подключаемых телефонных линий (ёмкости).
По типу коммутации различают аналоговые, гибридные и цифровые АТС. В настоящий момент различными производителями выпускаются станции всех трёх типов. Аналоговые станции отличаются наименьшей стоимостью порта. Гибридные АТС отличаются от цифровых способом коммутации сигнала. В цифровых АТС голосовой сигнал тональной частоты преобразуется в кодированный цифровой электрический сигнал (имеющий только два логических значения: «0» и «1»). Эти сигналы затем и коммутируются. В гибридных АТС коммутируется «не оцифрованный», то есть аналоговый электрический сигнал тональной частоты без преобразования. При этом управляющие программы гибридных АТС подобны тем, что используются в цифровых АТС. Пользовательский интерфейс может совпадать, и абонент станции в ряде случаев даже не почувствует разницы между гибридной и цифровой АТС. Термин «гибридные линии» означает, что к таким линиям  можно подключать как системные, так и аналоговые телефоны.
С распространением стандарта IP-телефонии широкое распространение получили IP-АТС.

### По производителям
- Alcatel,
- Avaya,
- EADS,
- Ericsson,
- Nortel,
- Panasonic,
- Samsung,
- Siemens,
- Tadiran,
- и др.

## Дополнительные возможности
- Осуществление резервирования телефонной связи от нескольких операторов (при пропадании связи с одним оператором используются линии другого).
- Переадресация звонка по сигналу занятости линии, по неответу или безусловная, в зависимости от времени суток и других условий, то есть составление сценариев обработки вызовов или диалпланов (dialplan).
- Перевод принятого звонка на другого абонента.
- Снятие трубки за другого абонента (перехват звонка).
- Конференц-связь.
- Приоритетные вызовы.
- Донабор внутренних номеров для входящих соединений (DISA).
- Интерактивные голосовые меню.
- Групповой вызов, организация Call-центра
- Серийное искание — выбор свободного транка на исходящие соединения.
- Автоматическая смена таблицы наведения в зависимости от времени, дня недели.
- Оповещение абонента о неположенной трубке (громкий сигнал в трубку через некоторое время после отбоя).
- Громкая связь, приём и трансляция сигнала ГО и ЧС.
- Управление домофонами.
- Автодозвон.
- Разграничение прав пользователей на городские, междугородние, международные вызовы.
- Ведение статистики звонков.
- Запись и воспроизведение телефонных переговоров.
- Автоматическая коммутация городских линий на заданные номера по исчезновению питания.
- Детализация телефонных вызовов по продолжительности и направлению.
- Вторжение в разговор.
- Скоростной набор.
- Автоматический перевод режима работы в соответствии с временным планом (например: ночные часы, выходные дни, обед и т.д.)
- CallBack - Отбой дозвонившегося извне абонента с последующим перезвоном на этот номер и соединением его с внутренним абонентом либо переводом на DISA (реализуется звонок за счёт организации).
- Распознавание направления исходящего вызова (например: мобильные, междугородние, международные) и выбор в зависимости от этого нужного оператора/линию.